# Институт по инженерна химия
Институтът по инженерна химия (ИИХ – БАН) е български научен институт със седалище в София, част от Българската академия на науките.
Институтът включва седем секции:
- „Хидродинамика, топло и масопреносни процеси в многофазни системи“
- „Разработване на методи за оптимално използване и съхранение на енергията“
- „Инженерно-химични проблеми на каталитичните процеси“
- „Приложни аспекти на биохимичните процеси“
- „Енергийна ефективност“
- „Екология и опазване на околната среда“